# Alvania oetyliaca
Alvania oetyliaca is een slakkensoort uit de familie van de Rissoidae. De wetenschappelijke naam van de soort werd voor het eerst geldig gepubliceerd in 2017 door Amati en Chiarelli.